# Инганна

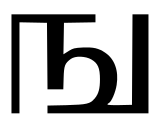

Инганна ( இங்கன்னா ) или нгахарамей ( ஙகர மெய் ) — ங, 15-я буква тамильского алфавита, обозначает велярный носовой согласный, ср. англ. ganga, причем разница между ங, ஞ, ண, ந, ன настолько мала, что ей можно научиться только у носителя языка. Чаще всего употребляется без огласовки со знаком пулли - ங் . Код юникода U+0B99.